# Tyias Browning
Tyias Charles Browning, även känd som Jiang Guangtai, född 27 maj 1994 i Liverpool, är en engelskfödd kinesisk fotbollsspelare som spelar för Shanghai Port och Kinas landslag. Han har även representerat Englands U17, U19 och U20-landslag.

## Karriär
Den 8 juli 2017 lånades Browning ut till Sunderland över säsongen 2017/2018.
Den 20 februari 2019 värvades Browning av kinesiska Guangzhou Evergrande.

## Meriter
Shanghai Port
- Kinesisk mästare: 2023, 2024
- Kinesisk cupvinnare: 2024